# كزافييه إسبوت زامورا
كزافييه إسبوت زامورا (مواليد 30 أكتوبر 1979) قاض وسياسي أندوري. هو وزير عدل سابق  ورئيس وزراء أندورا الحالي منذ 16 مايو 2019.

## التعليم
إسبوت حاصل على درجة الماجستير في القانون من المدرسة العليا لإدارة الأعمال والإدارة. بالإضافة إلى ذلك، حصل أيضًا على شهادة في العلوم الإنسانية من كلية الفلسفة في جامعة رامون لول في برشلونة.

## الحياة المهنية
تحت حكومة أنطوني مارتي، بين 25 يوليو 2012 و28 فبراير 2019، كان وزيراً للشؤون الاجتماعية والعدل والداخلية خلفاً لروزا فيرير أوبيولس. استقال في 29 فبراير 2019 كوزير لتحضير ترشيحه لرئاسة الوزراء في الانتخابات العامة 2019.
شغل منصب رئيس الوزراء منذ 16 مايو 2019.